# Ризик-менеджмент
Ри́зик-ме́неджмент — це система управління ризиками, яка охоплює стратегію та тактику управління, направлені на досягнення основних бізнес-цілей банку. Ефективний ризик-менеджмент включає:
- систему управління;
- систему ідентифікації і вимірювання;
- систему супроводження (моніторингу та контролю).

Сучасна економічна наука представляє ризик як імовірну подію, в результаті настання якої можуть відбутися позитивні, нейтральні або негативні наслідки. Якщо ризик припускає наявність як позитивних, так і негативних результатів, він належить до спекулятивних ризиків. Якщо ж наслідки негативні, або відсутні взагалі, такий ризик іменується чистим.
Мета ризик-менеджменту у сфері економіки — підвищення конкурентоспроможності господарчих суб'єктів за допомогою захисту від реалізації чистих ризиків.

## Історія теорії ризик-менеджменту
Теорія ризик-менеджменту ґрунтується на трьох базових поняттях: корисності, регресії і диверсифікації.
У 1738 швейцарський математик Даніель Бернуллі доповнив теорію імовірності методом корисності або привабливості того або іншого результату подій. Ідея Бернуллі полягала в тому, що в процесі ухвалення рішення люди приділяють більше уваги розміру наслідків різних результатів, ніж їх імовірність.
В кінці XIX століття англійський дослідник Ф. Гальтон запропонував вважати регресію або повернення до середнього значення універсальною статистичною закономірністю. Суть регресії трактувалася ним як повернення явищ до норми з часом. Згодом було доведено, що правило регресії діє в найрізноманітніших ситуаціях, починаючи з азартних ігор та розрахунку імовірності виникнення нещасних випадків, і закінчуючи прогнозуванням коливань економічних циклів.
У 1952 аспірант Університету Чикаго Гарі Марковіц в статті «Диверсифікація вкладень» («Portfolio Selection») математично обґрунтував стратегію диверсифікації інвестиційного портфеля, зокрема, він показав, як шляхом продуманого розподілу вкладень мінімізувати відхилення прибутковості від очікуваного показника. У 1990 Г. Марковіцу присуджена Нобелівська премія за розробку теорії і практики оптимізації портфеля фондових активів.

## Етапи ризик-менеджменту
У ризик-менеджменті заведено виділяти декілька ключових етапів:
- на першому етапі відбувається виявлення ризику з супутньою оцінкою імовірності його реалізації і масштабу наслідків;
- на другому етапі здійснюється розробка ризик-стратегії з метою зниження імовірності реалізації ризику і мінімізації можливих негативних наслідків;
- на третьому етапі вибираються методи і інструменти управління виявленим ризиком;
- на четвертому етапі проводиться безпосереднє управління ризиком;
- на завершальному етапі оцінюються досягнуті результати і коректується ризик-стратегія.

За ключовий етап ризик-менеджменту вважається етап вибору методів і інструментів управління ризиком.

## Методи і інструментарій ризик-менеджменту
Базовими методами ризик-менеджменту є відмова від ризиків, зниження, передача, розподіл і ухвалення.
Ризик-інструментарій значно ширший. Він включає політичні, організаційні, правові, економічні, соціальні інструменти, причому ризик-менеджмент як система допускає можливість одночасного застосування декількох методів і інструментів ризик-управління. Але за Найтом не слід плутати ризик та будь-яку іншу невизначенність, — наприкінці 20-го сторіччя зроблена спроба створити узагальнення щодо інструментарію подолання дії будь-яких небезпек у науці сіндиніка, але хоча сіндиніка існує та розвивається поки що більшість науковців-ризикологів ототожнюють сіндиніку та аналіз технологічних ризиків.
Найбільш часто вживаним інструментом ризик-менеджменту є страхування (як найрозвинутіша форма передачі ризику). Страхування припускає передачу відповідальності за відшкодування передбачуваного збитку сторонній організації (страхової компанії). Прикладами інших інструментів можуть бути відмова від надмірно ризикової діяльності (метод відмови), профілактика та диверсифікація і хеджування (методи зниження рівня ризику шляхом розподілу та поєднання), аутсорсинг витратних ризикових функцій (метод передачі), формування резервів або запасів (метод ухвалення).